# Tessala (Sidi Bel Abbès)
Tessala est une commune de la wilaya de Sidi Bel Abbès en Algérie.

## Toponymie
Le terme Tessala semble avoir une origine berbère, où il signifie « broussaille ». Tessala semble également découler soit du terme esali au pluriel d'islân, signifiant « roche lisse », soit du pluriel tasilé de tisîliwîn, faisant référence à un vaste massif montagneux orné de vastes plateaux rocheux. Ces significations coïncident de manière adéquate avec la topographie du monts du Tessala.

## Géographie

### Situation
| Wilaya d'Aïn Témouchent (Hassasna ; Sidi Boumedienne) | Oued Sabah (Wilaya d'Aïn Témouchent) |              |
| Sehala Thaoura                                        | Tessala                              | Aïn Thrid    |
| Aïn Kada                                              | Sidi Yacoub ; Sidi Lahcene           | Sidi Lahcene |